# Walter Eucken
Walter Eucken (Jéna, 1891. január 17. – London, 1950. március 20.) német közgazdász. Apja az irodalmi Nobel-díjas Rudolf Christoph Eucken filozófus, anyja Irene Eucken festőnő, bátyja Arnold Thomas Eucken kémikus volt. A neoliberális közgazdasági irányzaton belül a német szociális piacgazdaság egyik előfutára, a freiburgi iskola alapítója és vezető gondolkodója. Nézete szerint az állam feladata a gazdasági rend kereteinek megteremtésével a gazdasági fejlődés elősegítése, kerülve a gazdaságba történő közvetlen állami beavatkozást. Elméletének ezen alapgondolata jelentette a bázist a német „szociális piacgazdaság” kiépítéséhez.

## Életrajza
Gyermekéveit szüleivel és testvérével Jénában töltötte, majd Kielben, Bonnban és Jénában történelmet, államelméletet, közgazdaságtant és jogot tanult. Tanulmányait 1913-ban fejezte be. Disszertációját Hermann Schuhmachernél írta, akinek az I. világháború után az asszisztense lett a Berlini Egyetemen. Ezzel egyidejűleg a Schmollers Jahrbuch szerkesztőségi titkáraként is tevékenykedett. 1920-ban feleségül vette a zsidó származású írónőt, Edith Erdisieket, aki Szmolenszkben született és nőtt fel. Eucken 1921-ben szerezte meg a doktori címet a Berlini Egyetemen A világ nitrogénellátása címen írt doktori értekezésének megvédése révén. 1921 és 1925 között ugyanitt magándocens volt, majd 1925-ben Tübingenben rendes professzori állást kapott. 1927-ben került Freiburgba, az Albert Ludwig Egyetemre, ahol haláláig dolgozott.
Walter Eucken 1930 elején két jogásszal, Franz Böhmmel és Hans Großmann-Doerth-tel alapította meg a freiburgi iskolát. Amikor 1933 után, Martin Heidegger rektor vezetése alatt bevezették a nemzeti szocialista egyetemi alkotmányt és a tudományos életben is megkezdődött a zsidók üldözése, Eucken „szabadúszó”  lett. Bernd Martin történész szerint csak Eucken volt tulajdonképpen Heidegger ellenzéke.
A freiburgi nemzeti szocialista hallgatók már 1936-ban követelték Euckennek és barátainak a megölését. Természetesen ugyanezzel fenyegették zsidó származása miatt feleségét és annak családját is. Mindezek ellenére Eucken akkoriban tartott egy előadás-sorozatot a gondolkodás szabadságáról A tudomány harca címmel. A Gestapo többször kihallgatta, de mégsem tartóztatta le. A Freiburgi Körből azonban három barátját, Adolf Lampe és Constantin von Dietze közgazdászokat és Gerhard Ritter történészt a háború végéig a nácik börtönben tartották.
Eucken a francia és az amerikai katonai kormányzat tanácsadói közé tartozott. Az úgynevezett „freiburgi iskola” gazdaságpolitikai alapgondolatai lettek a később ordoliberalizmusnak nevezett irányzat vezérelvei és szolgáltak azoknak a reformoknak az alapjául, amelyekkel Ludwig Erhard és Alfred Müller-Armack a háború utáni első évek főként tervgazdasági gazdaságirányítását felváltotta.
Eucken nem csak a közgazdasággal foglalkozott, hanem nagyon érdeklődött a filozófia és a történelem iránt is. Azok az emberek, akikkel eszmét cserélt, különböző tudományágak tudósai és művészek voltak, mint például Friedrich August von Hayek, Joseph Schumpeter, Werner Heisenberg, August Macke, Ernst Ludwig Kirchner, Max Reger, Hermann Staudinger. Amikor 1947-ben részt vett a Mont Pelerin társaság megalapításában, új kapcsolatokat is létesített, például Karl Popper filozófussal. Különleges jelentőségű volt a barátsága Edmund Husserllel, aki őt a tudományelméletben erősen befolyásolta. A közgazdaságban nemcsak az ideológiákkal helyezkedett szembe, hanem általában a hatalom ideológiájával. A szabadságellenes irracionalizmus tradíciójához nemcsak Friedrich Nietzsche és Martin Heidegger filozófusokat sorolta, hanem Luther Mártont, a francia filozófus Jean-Jacques Rousseau-t  és az utópista szocialista Henri de Saint-Simon-t is.
Eucken 1950 márciusában Londonban hunyt el, röviddel A gazdaságpolitika alapelvei befejezése előtt, amikor a London School of Economicsban egy előadás-sorozatot tartott This Unsuccessful Age címen.

## Közgazdasági nézetei
Eucken közgazdasági gondolkodásában a kiindulópont az a megállapítása volt, hogy „azok a formák, amelyek közepette az ember gazdálkodik, állandóan változnak”.  A közgazdaság-tudománynak tehát „mind elméleti, mind történelmi tudománynak kell lennie.”  Nézete szerint a gazdasági összefüggések piaci formánként változnak. A gazdaságosság elve azonban,  a gazdálkodó egyén magatartására jellemző örök elvként vonul végig az emberiség egész történelmén. Ez az, ami biztosítja azt, hogy minden időszakra érvényes elméletet lehet felállítani, bár a gazdaságos cselekvés adottságai történelmi koronként változnak. Eucken az úgynevezett kiélezve kiemelő absztrakció révén a gazdasági rendszereket a minden korban fellelhető közös elemek kombinációjaként igyekszik leírni. 
Eucken a gazdasági rendszerek két elemi formáját különbözteti meg: a központilag irányított gazdaságot és a forgalmi gazdaságot.
A központilag irányított gazdaság legfőbb jellemzője, hogy a gazdasági terv felöleli az egész közösség gazdasági tevékenységét és csupán az összgazdasági adottságokat – a közösség tagjainak szükségleteit, a közösség rendelkezésére álló termelési tényezőket, a technikai tudást, a közösség jogi-társadalmi szervezetét – veszi figyelembe. Az államilag irányított gazdaságok mellett ilyennek tekinti a zárt parasztgazdaságot is. Hangsúlyozza, hogy a központilag irányított gazdaságot csak diktatúra viszonyai között lehet megvalósítani. (Lásd a náci Németország, a Szovjetunió, a volt és jelenlegi szocialista országok.)
A forgalmi gazdaságot a piaci formák sokasága jellemzi. A döntések decentralizáltak, a gazdálkodó alanyoknak számolniuk kell a többi gazdálkodó magatartásával.
Ezért közgazdaság-tudománynak Eucken szerint  a forgalmi gazdasággal kell behatóbban foglalkoznia, amiben érvényesül a szabad verseny és senki nem rendelkezik olyan túlhatalommal, amivel a gazdasági többi szereplőjét irányítani tudja.
Mivel a konkrét gazdasági-társadalmi rend szerinte koronként és országonként a fenti két elemi típus valamiféle kombinációjaként valósult meg, illetve létezik, ezért a kapitalizmus fogalmát is üresnek tartja, mert amit a marxisták kapitalista gazdaságnak neveznek, azt változatossága miatt nem lehet egyetlen fogalommal kifejezni. 
Eucken szerint egy olyan gazdaság, amit a Laissez-faire elve ural, a hatalmi csoportok által vezérelt gazdaságirányításhoz vezet. Emiatt az a véleménye, hogy az állami tevékenység lényegében nem mennyiségi, hanem minőségi kérdés. Ezért az államnak nem kell arra törekednie, hogy a gazdasági folyamatokat irányítsa, sem arra, hogy a gazdaságot magára hagyja. A formák állami tervezésére kell igen-t, az gazdasági folyamatok tervezésére és irányítására nem-et mondani. A formák és folyamatok különbségét kell felismerni és eszerint cselekedni. Csak ilyen módon lehet azt a célt elérni, hogy ne egy törpe kisebbség, hanem minden polgár részt vehessen az ármechanizmuson keresztül a gazdaság irányításában. Az egyetlen gazdasági rendszer, amiben ez lehetséges, az a szabad-verseny. Ez akkor valósulhat meg, ha minden piaci szereplő részére adott a lehetőség, hogy a piaci játékszabályokat megváltoztassa. Ezért az államnak kell a megfelelő jogi keretekkel a piaci formákat – azaz azokat a játékszabályokat, amelyek között a gazdasági tevékenység folyik – megszabnia.
Eucken elméletében a szociálpolitika nem játszott hangsúlyos szerepet, hisz azt azonosította a gazdaságpolitikával. Elképzelése szerint a gazdaságpolitikának kellett egy magas foglalkoztatási szintet garantálnia, s ezáltal a tradicionális szociálpolitikai területeken, mint a munkanélküliség elleni biztosítás, a baleset-biztosítás, az egészségbiztosítás és a nyugdíjbiztosítás, a gazdasági alapokat megteremtenie. De a verseny szabályozásán túlmenően egy speciális szociálpolitika segítségével szükségesnek tartotta az óvintézkedéseket  a visszás helyzetekre, hogy a hiányosságokat pótolni és a veszteségeket enyhíteni lehessen. Eucken különösen a munkapiaci alkotmány területén igényelte az állami beavatkozást, mivel szerinte a munka nem áru és az áru- és munkapiac közötti különbségek megmaradnak, melyekre figyelni kell. Emiatt fontosak a munkásvédelmi intézkedések, hogy a visszásságokat megszüntessék. Úgy gondolta, hogy az állami intézkedések mellett a szakszervezeteknek  is hozzá kell járulniuk a munkások helyzetének javításához.

## Művei
- Kritische Betrachtungen zum deutschen Geldproblem  (1923)
- Kapitaltheoretische Untersuchungen (1934)
- Die Grundlagen der Nationalökonomie. ( 1939)
- Unser Zeitalter der Misserfolge. Fünf Vorträge zur Wirtschaftspolitik.  (1951)
- Grundsätze der Wirtschaftspolitik. (1952)